# Sphecosesia
Sphecosesia is een geslacht van vlinders uit de familie van de wespvlinders (Sesiidae), onderfamilie Sesiinae.
Sphecosesia is voor het eerst wetenschappelijk beschreven door George Francis Hampson in 1910. De typesoort is Sphecosesia pedunculata.

## Soorten
Sphecosesia omvat de volgende soorten:
- Sphecosesia ashinaga Kallies & Arita, 2004
- Sphecosesia aterea Hampson, 1919
- Sphecosesia bruneiensis Kallies, 2003
- Sphecosesia pedunculata Hampson, 1910
- Sphecosesia rhodites Kallies & Arita, 2004
- Sphecosesia vespiformis (Heppner, 2010)